# Coppa CONMEBOL 1994
La Coppa CONMEBOL 1994 è stata la terza edizione del torneo. Alla manifestazione parteciparono 16 squadre, e il vincitore fu il San Paolo.

## Formula
Le squadre si affrontano in turni a eliminazione diretta.

## Partecipanti
| Nazione   | Squadra              |
| --------- | -------------------- |
| Argentina | Huracán              |
| Argentina | Lanús                |
| Argentina | San Lorenzo          |
| Bolivia   | Oriente Petrolero    |
| Brasile   | Botafogo             |
| Brasile   | Corinthians          |
| Brasile   | Grêmio               |
| Brasile   | San Paolo            |
| Brasile   | Vitória              |
| Cile      | Universidad de Chile |
| Ecuador   | El Nacional          |
| Paraguay  | Cerro Corá           |
| Perù      | Sporting Cristal     |
| Uruguay   | Danubio              |
| Uruguay   | Peñarol              |
| Venezuela | Minervén             |

## Incontri

### Ottavi di finale

#### Andata
| Arbitro: | Armao |

|            |           |            |
| García 75’ | Marcatori | 24’ Batata |

| Porto Alegre 2 novembre 1994 | Grêmio | 0 – 0 | São Paulo | Olímpico |

| Lima 2 novembre 1994                                    | Sporting Cristal | 2 – 1 | El Nacional |  |
| \| \| \| \| \| Maestri Julinho \| Marcatori \| Chalá \| |                  |       |             |  |
|                                                         |                  |       |             |  |
| Maestri Julinho                                         | Marcatori        | Chalá |             |  |

| Arbitro: | Sánchez |

|        |           |         |
| Gorozo | Marcatori | Batista |

| Arbitro: | Aquino |

|                                                 |           |           |
| Ibañez 55’ Mardones 66’ (rig.) Goldberg 85’ 89’ | Marcatori | 51’ Takeo |

| Buenos Aires 2 novembre 1994                                         | Huracán   | 1 – 4                      | Cerro Corá |  |
| \| \| \| \| \| Barrios \| Marcatori \| , Amarilla Pizurno Silvero \| |           |                            |            |  |
|                                                                      |           |                            |            |  |
| Barrios                                                              | Marcatori | , Amarilla Pizurno Silvero |            |  |

| Arbitro: | Feldman |

|                       |           |  |
| Otero 56’ Pacheco 60’ | Marcatori |  |

| San Paolo del Brasile 4 novembre 1994                          | Corinthians | 3 – 2                  | Vitória | Pacaembu (3.168 spett.) |
| \| \| \| \| \| Viola \| Marcatori \| Wilson ?’ (rig.) Ramon \| |             |                        |         |                         |
|                                                                |             |                        |         |                         |
| Viola                                                          | Marcatori   | Wilson ?’ (rig.) Ramon |         |                         |

#### Ritorno
| Niterói 8 novembre 1994 | Botafogo             | 0 – 0 referto                            | Minervén | Caio Martins |
| \| \| \| \| \| Eliomar Juninho Wilson Gottardo Marcelo Carioca Róbson \| Tiri di rigore 4 – 5 \| Tortolero Vera Erramuspe Bidoglio García \| |                      |                                          |          |              |
| |                      |                                          |          |              |
| Eliomar Juninho Wilson Gottardo Marcelo Carioca Róbson                                                                                       | Tiri di rigore 4 – 5 | Tortolero Vera Erramuspe Bidoglio García |          |              |

| Quito 9 novembre 1994                     | El Nacional | 0 – 1   | Sporting Cristal |  |
| \| \| \| \| \| \| Marcatori \| Maestri \| |             |         |                  |  |
|                                           |             |         |                  |  |
|                                           | Marcatori   | Maestri |                  |  |

| Arbitro: | Zambrano |

|  |           |                                                      |
|  | Marcatori | 35’ Valencia 69’, 86’ Guevara 79’ Goldberg 81’ Salas |

| Asunción 9 novembre 1994                                 | Cerro Corá | 1 – 2         | Huracán |  |
| \| \| \| \| \| Romerito \| Marcatori \| Jiménez Arias \| |            |               |         |  |
|                                                          |            |               |         |  |
| Romerito                                                 | Marcatori  | Jiménez Arias |         |  |

| Arbitro: | Bello |

|            |           |  |
| Recoba 16’ | Marcatori |  |

| San Paolo del Brasile 10 novembre 1994 | São Paulo            | 0 – 0                                                  | Grêmio | Morumbi |
| \| \| \| \| \| Vaguinho Ronaldo Luís Caio Pereira Bordon Juninho Paulista Rogério Ceni \| Tiri di rigore 6 – 5 \| Agnaldo Fabinho Arílson Pingo Emerson Ciro Luís Carlos \| |                      |                                                        |        |         |
| |                      |                                                        |        |         |
| Vaguinho Ronaldo Luís Caio Pereira Bordon Juninho Paulista Rogério Ceni | Tiri di rigore 6 – 5 | Agnaldo Fabinho Arílson Pingo Emerson Ciro Luís Carlos |        |         |

| Arbitro: | Olivetto |

|                                  |                      |                                    |
| Biaggio Rivadero                 | Marcatori            | García Ibagaza                     |
| Monserrat Biaggio Morán Rivadero | Tiri di rigore 4 – 2 | García Peinado Schurrer Simionatto |

| Arbitro: | Marinho dos Santos |

|                  |           |               |
| Ramon 65’ (rig.) | Marcatori | 22’ Tupãzinho |

### Quarti di finale

#### Andata
| Arbitro: | Bello |

|             |           |  |
| Biaggio 69’ | Marcatori |  |

| San Paolo del Brasile 16 novembre 1994                                                    | São Paulo | 3 – 1        | Sporting Cristal | Morumbi |
| \| \| \| \| \| Juninho Paulista 64’ Caio 69’ Denílson 74’ \| Marcatori \| 37’ Palacios \| |           |              |                  |         |
|                                                                                           |           |              |                  |         |
| Juninho Paulista 64’ Caio 69’ Denílson 74’                                                | Marcatori | 37’ Palacios |                  |         |

| Arbitro: | Aguas |

|                       |           |                                                                                       |
| Vera 44’ Bidoglio 53’ | Marcatori | 5’ Marcelinho Paulista 12’ Leandro Silva 45’ Marques 60’ Souza 63’ Marcelinho Carioca |

| Asunción 16 novembre 1994                                  | Cerro Corá | 3 – 1 | Peñarol |  |
| \| \| \| \| \| Izaguirre Romerito \| Marcatori \| Broli \| |            |       |         |  |
|                                                            |            |       |         |  |
| Izaguirre Romerito                                         | Marcatori  | Broli |         |  |

#### Ritorno
| Arbitro: | Pereira da Silva |

|                                      |           |               |
| Guevara 25’ Goldberg 29’ Fuentes 88’ | Marcatori | 75’ Monserrat |

| Lima 23 novembre 1994 | Sporting Cristal | 0 – 0 | São Paulo |  |

| Montevideo 23 novembre 1994                                                  | Peñarol   | 6 – 1   | Cerro Corá |  |
| \| \| \| \| \| Rodríguez Silva Pacheco Bengoechea \| Marcatori \| Silvero \| |           |         |            |  |
|                                                                              |           |         |            |  |
| Rodríguez Silva Pacheco Bengoechea                                           | Marcatori | Silvero |            |  |

| San Paolo del Brasile 25 novembre 1994                                | Corinthians | 6 – 0 referto | Minervén |  |
| \| \| \| \| \| Marcelinho Carioca Branco Tupãzinho \| Marcatori \| \| |             |               |          |  |
|                                                                       |             |               |          |  |
| Marcelinho Carioca Branco Tupãzinho                                   | Marcatori   |               |          |  |

### Semifinali

#### Andata
| Arbitro: | Castrilli |

|                     |           |  |
| Otero 41’ Silva 58’ | Marcatori |  |

| Arbitro: | Godói |

|                           |           |                         |
| Casagrande Branco Marques | Marcatori | , Juninho Paulista Catê |

#### Ritorno
| Arbitro: | Lamolina |

|           |           |                       |
| Salas 22’ | Marcatori | 89’ (rig.) Bengoechea |

| Arbitro: | Cerdeira |

|                                                   |                      |                                                               |
| Caio 15’ Juninho Paulista 57’                     | Marcatori            | 41’ Daniel Franco 65’ Tupãzinho 79’ Viola                     |
| Ronaldo Luís Bordon Rogério Ceni Catê Caio Nelson | Tiri di rigore 5 – 4 | Gralak Casagrande Viola Tupãzinho Daniel Franco Leandro Silva |

### Finale

#### Andata
| Arbitro: | Guerrero |

| |            | |
| Caio 41’, 75’ Catê 57’, 83’, 89’ Toninho 71’                                                                | Marcatori  | 4’ Aguilera |
| Rogério Ceni P Pavão D Nelson D Bordon D Ronaldo Luís D Mona C Pereira C Denílson C Catê A Caio A Toninho A | Formazioni | · P Ferro · D Tais · D Aguirregaray · A Martínez · D De los Santos · D Lima · C Dorta · C Gutiérrez · C Bengoechea · A Otero · C Baltierra · A Aguilera · A Silva |
| Muricy Ramalho                                                                                              | Allenatori | Pérez |

#### Ritorno
| Arbitro: | Castrilli |

| |            | |
| Rodríguez 57’, 74’ Silva 72’ | Marcatori  | |
| · Ferro P · Tais D · Aguirregaray D · De los SantosD · Rodríguez D · Dorta C · Romero C · Bengoechea C · Martínez A · Otero A · Aguilera A · Pacheco A · Silva A | Formazioni | · P Rogério Ceni · D Pavão · D Nelson · D Bordon · D Ronaldo Luís · D Mona · C Pereira · C Vítor · C Juninho Paulista · C Murilo · A Caio · A Denílson · C Danilo |
| Pérez | Allenatori | Muricy Ramalho |